# Wizz Air Ukraine
«Wizz Air Ukraine» (Товариство з обмеженою відповідальністю «Авіалінії Візз Ейр Україна») — колишня українська бюджетна авіакомпанія, заснована 2008 угорською групою Wizz Air для виходу на український ринок. Здійснювала міжнародні рейси з Києва, Львова (до 2015), Донецька (до 2014 року) та Харкова. 20 квітня 2015 року компанію планувалось ліквідувати, проте рішення було скасовано.  Міжнародні рейси «Wizz Air Ukraine» виконує «Wizz Air Hungary».

## Історія
Авіакомпанію створено у вересні 2003. Головним інвестором стала американська приватна компанія «Indigo Partners», що спеціалізується на інвестиціях в транспорт. Перший рейс здійснено 19 травня 2004 з Катовиці, через 19 днів після того, як Польща й Угорщина приєднались до ЄС й загального європейського ринку авіації. Авіакомпанія перевезла 250 000 пасажирів за перші три з половиною місяці роботи, майже 1.4 млн пасажирів у першому році діяльності, а до цього часу понад 10 млн пасажирів. У 2007 «Wizz Air» перевіз 2.8 млн пасажирів на польських маршрутах і планував перевести ще 10 млн пасажирів протягом наступних 18 місяців.
CEO і голова ради директорів — Йожеф Вараді, колишній CEO «Malév Hungarian Airlines» , іншої угорської авіакомпанії. Компанія зареєстрована в Лондоні, дочірні підприємства відкрито в Польщі, Угорщині, Болгарії («Wizz Air Bulgaria» почала роботу у вересні 2005) й Україні.

### В Україні

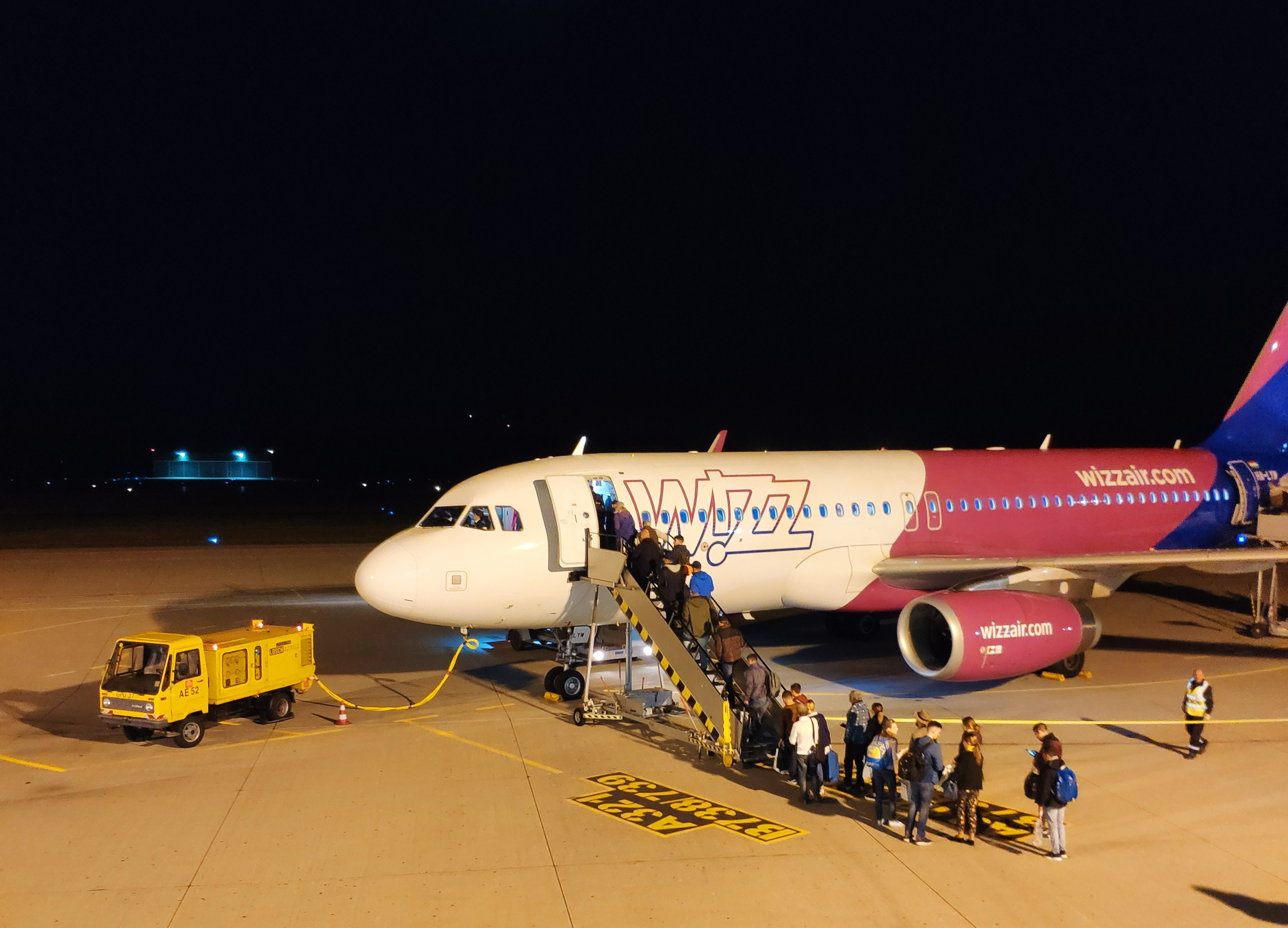
Посадка на рейс Wizz Air Меммінген-Київ.

11 липня 2008 було відкрито перший рейс авіакомпанії «Візз Ейр Україна», дочірньої компанії угорської Wizz Air, на новому літаку Airbus A-320 за маршрутом Київ — Сімферополь. Внутрішні авіарейси «Wizz Air» здійснюються з операційної бази авіакомпанії в київському аеропорту «Жуляни» до Сімферополя.
Перший міжнародний рейс здійснено 17 грудня 2008 до Лондона, аеропорт Лутон. Станом на 2014 здійснюються регулярні авіаперевезення до Анталії, Барселони, Будапешта, Валенсії, Гамбурга, Дортмунда, Катовиці, Кельна, Кутаїсі, Меммінгена, Мілана, Лондона, Любека, Тревізо. Влітку 2012 авіакомпанія здійснила останній внутрішній рейс.
З січень-вересень 2019-го компанія на 68% збільшила пасажиропотік в межах України в порівнянні з 2018-м. За 9 місяців 2019-го компанія перевезла 1,819 млн пасажирів.

## Ліквідація, поновлення та призупинення роботи
20 квітня 2015 року буде скасовано частину рейсів з України. Про це повідомило керівництво компанії у березні 2015 року.
«З 20 квітня 2015 Wizz Air Hungary буде виконувати тільки 8 рейсів в Україну та з України — в Будапешт, Лондон, Кельн, Дортмунд, Гамбург, Катовиці, Ларнаки і Мюнхен. Пасажирам, що купили квитки на ці рейси на дати з 20 квітня 2015 року, необхідно перебронювати переліт через авіакомпанію Wizz Air Hungary», — з офіційного повідомлення.
10 квітня було повідомлено, що компанія залишиться.
21 травня 2015 року генеральний директор групи Wizz Air Джозеф Варад повідомив, що українське відділення компанії таки призупиняє роботу через економічні негаразди, в тому числі через складну ситуацію із обміном валюти. Польоти будуть відбуватися тільки з Києва, зі Львова польоти не будуть виконуватися.
У листопаді 2018 року керівництво авіакомпанії Wizz Air на зустрічі з Президентом Петром Порошенком заявило, що має намір відновити діяльність української дочірньої компанії Wizz Air Ukraine в 2019 році. Окрім того планується розмістити 20 нових літаків Airbus 320/321 з базуванням в різних аеропортах України.

## Напрямки

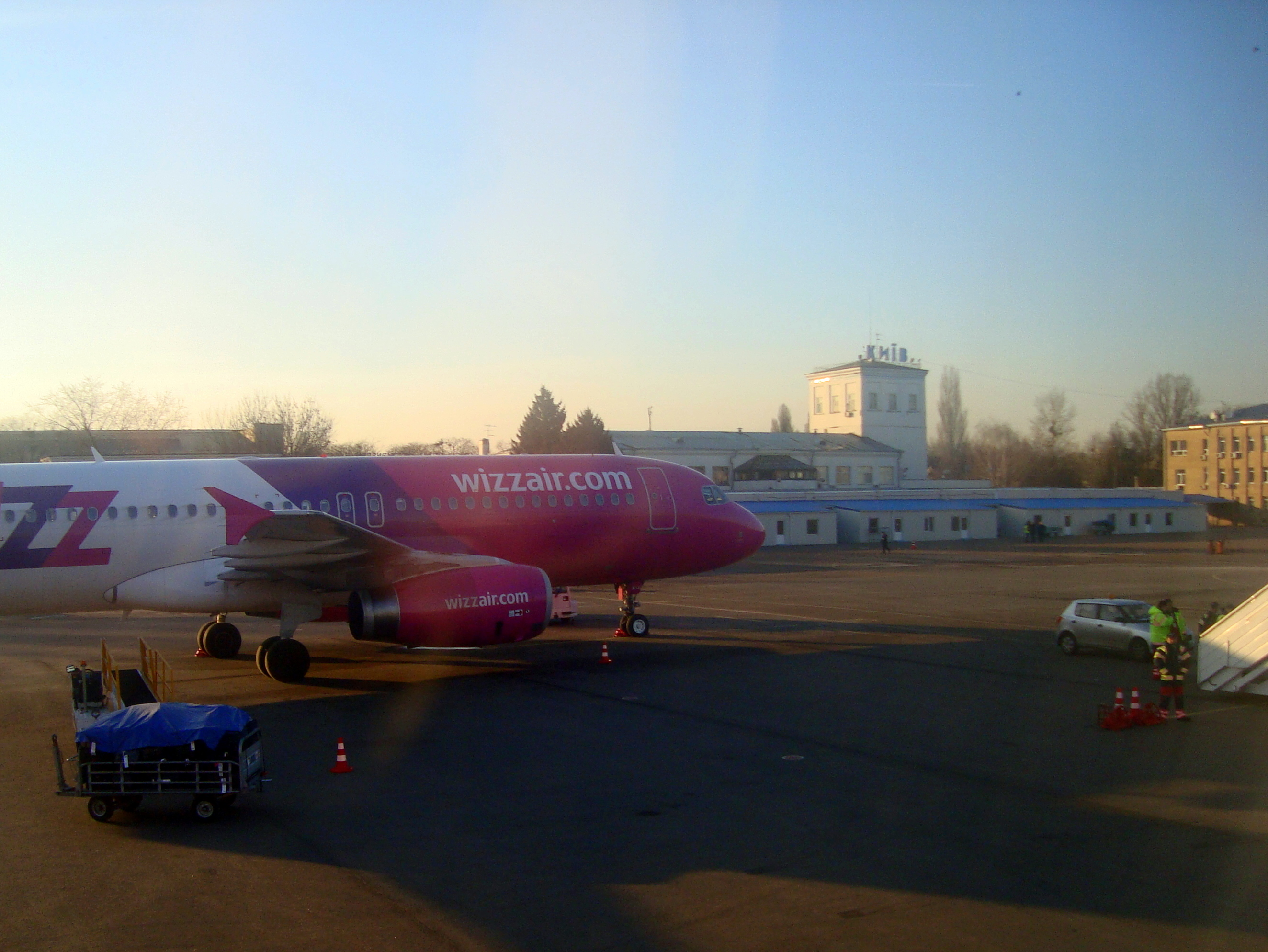
Airbus A320 Wizz Air Ukraine в аеропорту «Київ»

Станом на 2013 рік Wizz Air Ukraine виконувала польоти на 22 напрямах з чотирьох українських аеропортів. Пасажиропотік у 2012 склав 630 000 осіб (+10,5 %).
Як типова бюджетна авіакомпанія, для зменшення витрат Wizz Air зазвичай використовує неосновні аеропорти міст прямування. Такі аеропорти переважно не мають транзитної зони і, як наслідок, не дозволяють безвізової пересадки. Для прикладу, усі аеропорти Wizz Air Ukraine у Німеччині (Дортмунд, Кельн, Любек та Меммінген) не мають транзитної зони, а тому для пересадки у цих аеропортах громадянам України необхідна транзитна віза (категорія C).
Неосновні аеропорти також часто знаходяться далі від головних міст прямування. Наприклад, у напрямку «Барселона Жирона», Wizz Air використовує аеропорт Жирони, який знаходиться за 92 км від Барселони, а за напрямком «Гамбург Любек» — аеропорт Любека, що знаходиться за 54 км від Гамбурга. Проте у деяких випадках альтернативний аеропорт знаходиться ближче до центру міста, ніж головний (наприклад аеропорт «Київ»).
На деяких рейсах Wizz Air використовує основні аеропорти міст призначення: аеропорт Ф'юмічіно у Римі і аеропорт Анталія.

## Флот

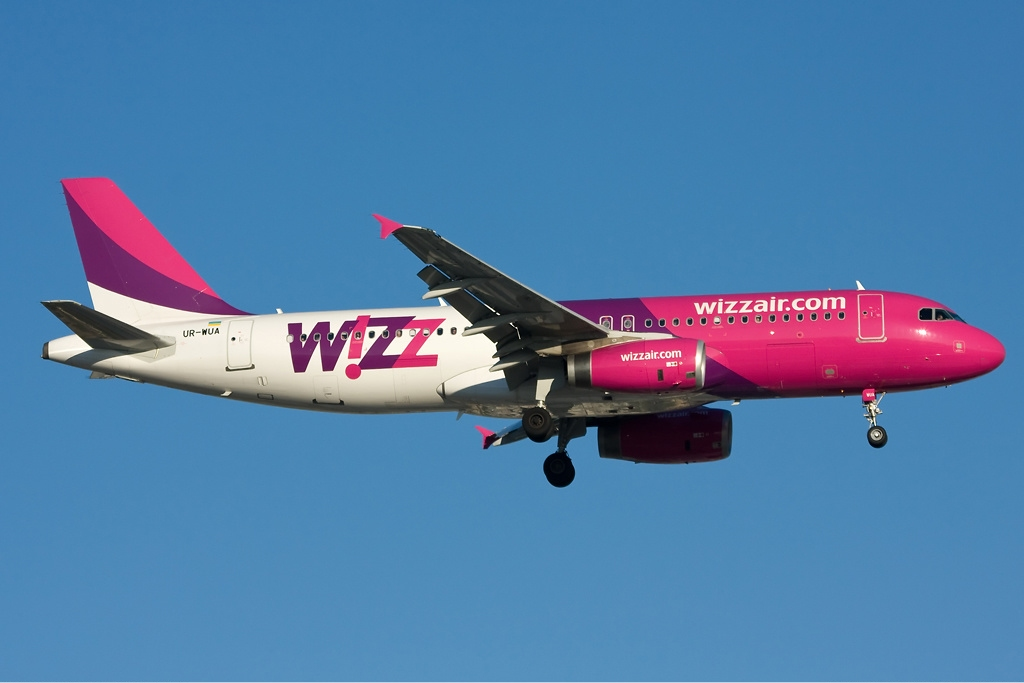
Літак А-320 авіакомпанії

Станом на січень 2014 флот «Wizz Air Ukraine» складається з чотирьох літаків Airbus A320-200 української реєстрації. Літаки «Wizz Air» легко розпізнати за їх лівреєю— білі, рожеві та фіолетові кольори. Всі A320 оснащені двигунами International Aero Engines V2500.
| Модель літака   | Кількість літаків | Місць у літаку |
| --------------- | ----------------- | -------------- |
| Airbus A320-232 | 4                 | 180            |

### Після російського вторгнення в Україну (2022)
У лютому 2022 року, на момент російського вторгнення в Україну, Wizz Air базувала в українських аеропортах чотири літаки Airbus A320, з них: три в аеропорту Київ (з реєстраціями HA-LPM, HA-LPJ та HA-LWY) та один у Львові з реєстрацією HA-LWS, тобто на момент російського вторгнення всі чотири повітряні судна перебували в Україні.
«Станом на середину жовтня 2023 року, в угорської бюджетної авіакомпанії Wizz Air залишився в Україні тільки один літак, який перебуває у доброму стані, але поки що безпечно вивезти його не можуть», — про це повідомив виконавчий директор авіакомпанії Йожеф Вараді в інтервʼю італійському виданню LʼEconomia. «Авіакомпанія змогла "врятувати" один літак у Львові. Залишилося три: з двох вдалося привезти двигуни до Польщі. «Залишилося забрати один, він у доброму стані, але ми поки що не можемо безпечно вивезти його з країни», — доповнив Вараді.

### Ціни
Wizz Air — лоукост авіакомпанія, пасажири сплачують сам переліт, податки й збори, що можуть включати додатковий паливний збір, страховку й додаткові послуги та збір за безпеку. Ці додаткові податки та збори можуть досягати 55 євро за один переліт. Діє додатковий збір 7 євро за бронювання будь-яким способом.
Для зменшення витрат Wizz Air також переважно використовує міжнародні аеропорти, які не мають транзитної зони. Для пересадки в таких аеропортах в межах Шенгенської зони громадянам України необхідна транзитна віза (категорія C).